# دهستان کیارس
دهستان کیارس نام دهستانی در بخش مرکزی شهرستان گتوند، استان خوزستان در ایران است. براساس سرشماری مرکز آمار ایران در سال ۱۳۸۵، جمعیت آن ۲۷۴۹ نفر (۴۵۷ خانوار) بوده‌است.دهستان کیارس که در برگیرنده روستاهای میان پیلان سلامگاه عباس آباد پل پرزین مهدی اباد سه پیران آهنگری چم چیت سردول کنارباغچه بتنگ ناصربلیوند فرج اباد آب تاسوله و آبیدها جگاه سرقلعه ها  می‌باشد و مرکز دهستان کیارس پل پرزین می‌باشد 